# 鈴木良治
鈴木 良治（すずき りょうじ、1886年〈明治19年〉3月20日 - 1931年〈昭和6年〉8月9日）は、日本の洋画家。

## 略歴
新潟県中蒲原郡亀田町大字稲葉（現 新潟市江南区稲葉）出身。1906年（明治39年）3月に新潟中学校を卒業、1911年（明治44年）3月に東京美術学校西洋画科を卒業。
1912年（明治45年）に東京美術学校の同期の大野隆徳、小寺健吉、富田温一郎、山口亮一、横井礼一らと12人で赤甕会を結成、時事新報社に勤務する傍ら油彩画の制作を続け、1914年（大正3年）の第8回文展で『靜物』が初入選、以後、文展、帝展、光風会展、新光洋画会展などに作品を発表し続け、1918年（大正7年）の第6回光風会展で『手袋の女』および『靜物』により最高賞である今村奨励賞を受賞。
1922年（大正11年）6月から1923年（大正12年）2月にかけて小寺健吉と近藤浩一路とともにヨーロッパを旅行、帰国後、1924年（大正13年）1月に白日会の創立に参加。
1929年（昭和4年）11月から病気で静養していたが、1931年（昭和6年）8月9日午前6時30分に東京府王子町大字上十条（現 東京都北区上十条）の自宅で死去、45歳没。
画風は穏やかで平明かつ堅固な写実主義であった。

## 友人
- 菊池寛 - 時事新報社の同僚、小説家。

菊池によると鈴木良治は時事新報社で挿絵や地図を描くなどの仕事に従事していた。
鈴木は1914年（大正3年）から毎年 文展に入選していた。だが、1918年（大正7年）は失敗したと自信がない様子だったため菊池は心配していた。けれども、新聞紙上の文展入選者の発表に鈴木の名前があるのを見てとても安心して喜んだ。
菊池は鈴木を「名利に淡く飄逸にして君子人に近し」と評している。